# Marjan (hegy)
A Marjan egy hegy, félsziget és parkerdő Horvátországban, Dalmácia területén. A Dinári-hegység része. A hegy alatt keletre fekszik Split városa.

## Nevének eredete
A Marjan név a latin „Marianum” praediumból származik.  Első említésekor a 8. században is ebben a formában említik. Később a történelem folyamán Marulianus, Mergnanus, Murnanus, Marnanus, Murnano, Marnano, Mergnano, Mernjan, Marglian, Mirgnan, Megnan névváltozatokban szerepel.
Egy másik nevét is feljegyezték, amelynek semmi köze a fenti nevekhez. Ez a „Mons Kyrie eleison”, mely név a mezők megáldásából származott, melyet egyházi körmenet keretében rajta hajtottak végre. Ez a név abból a liturgikus szertartásból származik, amelyben a mező megáldása során különleges litániákat énekelnek, amelyekben a Boldogságos Szűz Máriát, az apostolokat és más szenteket sorolják fel, és minden név után a „Kyrie eleyson” (görögül: „Uram, irgalmazz!”) kifejezést ismétlik. Erről Spalatói Tamás főesperes számol be, amikor az 1112 és 1113 körüli eseményekről ír („in rupibus montis Kyrieleyson”).
A hegyet Mons Serrának vagy Mons Serrandának is hívták. Ezen a néven többször is említik az 1312-es városi statútumban. A név az olasz „serrare” (zár) igéből származik.
A mai név a 19. században keletkezett a régebbi Merjan forma megváltoztatásával, amely ma is megmaradt Split idősebb polgárai körében, és a még idősebb Mrjanból származik. Az Andrija Kačić Miošić által használt Mrljan forma Split környékén volt használatos.

## Fekvése
A Marjan, mely Split és a Split-félsziget elválaszthatatlan részét képezi, a spilti Marmontova utcától nyugatra húzódik. A Marjan-félszigeten található, amely a Split-félsziget legnyugatibb része. Északról és nyugatról a Kaštela-öböl, délen pedig a Split-csatorna veszi körül. A Marjan-félsziget keleti oldalával csatlakozik a szárazföldhöz a Špinut-öböl és a városi kikötő között.
Partja meglehetősen tagolt és változatos, ahol számos öböl, szikla és zátony található. Az északi oldal meredekebb és kevésbé tagolt, míg a déli oldal lejtője kezdetben meredek (mintegy 50%), a Jerolimske stijene területén teljesen függőleges, a tengerszint felett körülbelül 50 méteres magasságig, ahol széles parti fennsíkká válik. A déli part egyes részein legfeljebb 30 méter magas sziklák találhatók. Marjan déli oldalán található a Sustipan-félsziget, amely a Marjannal együtt lezárja a városi kikötőt.

## Leírása
A hegy maga 178 méter magas, legmagasabb csúcsát Telegrinnek hívják. Körülbelül 3,5 km hosszú és 1,5 km széles. Északi oldala mészkőből, déli oldala pedig flisből áll, amelyben a márga a domináns, mely felett termékeny talaj képződött. A Marjan déli oldalán található a Sustipan-félsziget, amely Marjannal együtt lezárja a városi kikötőt. Maga Marjan úgy helyezkedik el, hogy Kastela-öböl természetes hullámtörő gátját alkotja. A Marjan területe mintegy 340 hektár, amelynek felét fenyőerdő borítja. A Marjant 1964. december 16-án parkerdőnek nyilvánították, így a Horvát Köztársaság természetvédelmi törvénye hatálya alá került.
A 125 méteres magasságú Prvi vrhre épült a meteorológiai obszervatórium épülete, valamint egy étterem, amelyet később természettudományi múzeummá alakítottak át. A múzeum mellett állatkertet és viváriumot, később pedig tengervízzel feltöltött akváriumot építettek. A második csúcsot Telegrinnek (másképpen Veli križ; Drugi vrj) hívják. 178 méteres magasságával ez a legmagasabb csúcs. A harmadik csúcs 148 méter magasságban van. Tűzjelző torony van rajta, az aljában pedig kilátó van kialakítva.
A Marjan északi oldala mészkőből épült. Itt kialakult egy tipikus tengerparti karszt (parti karszt), amelyen a talajréteg sekély, száraz és eróziónak van kitéve. Déli lejtőin található a márga által uralt flis zóna, amely könnyen lebomlik és itt termékeny talaj képződik. A tengerparti területeken a flis túlnyomórészt eocén korú. A Marjan parkerdőben nincs tipikus terra rossa talaj, hanem kialakulatlan sárgás vagy fehér-vörös színű típusát találjuk. Nagy koncentrációjú agyagrészecskéket mutat, mészkő- és humuszrészecskékben szegény. 
A Marjanról van egy elterjedt legenda arról, hogy korábban vulkán volt.

## Növényvilág
A hegy az ókorban még erdős volt. A Diocletianus-palota építése előtt (300 körül) a Marjana-fokon Dianának, a vadászat istennőjének építettek templomot, amely a kora középkor korának valószínű erdőterületéről tanúskodik. A velencei uralom idején a természetes erdőt a túlzott kiaknázás (fakitermelés) tönkretette. A Marjan természetes növényzetének pusztulása után a talajromlás folyamata felgyorsult, egészen addig a pontig, amikor kopár, mezőgazdasági termelésre alkalmatlan lett. Ezért a 19. század második felében a Marjan Társaság és a spliti természettudós Juraj Kolombatović vezetésével megkezdődött az erdősítési kampány. A Marjan déli, flis és márga borította lejtőin, ahol a természetes erdőt korábban tisztították, a Földközi-tenger őshonos és termesztett növényzete található: szőlő, olajbogyó, zöldség és más fás növények - citrusfélék és hasonlók.
A Marjan jelenlegi erdeje telepített erdő. A hegyet 1884 óta szisztematikusan erdősítik, így a félsziget északi oldalát 94%-ban aleppói fenyő (Pinus halepensis) borítja, 1936 óta európai ciprus (Cupressus sempervirens) keverékével, az összes többi faj pedig az erdőnek legfeljebb 1% -át teszi ki. Ez az egyik első, mesterségesen beerdősített erdőterület az adriai karsztvidéken. A sűrűn ültetett aleppoi fenyő monokultúra dominanciája fényhiányt okoz, ami megnehezíti az erdő természetes megújulását. Ezenkívül a sűrű ültetés miatt az itt található aleppói fenyők magasak és vékonyak, míg a tipikus aleppói fenyő széles törzsű és buja lombkoronával rendelkezik. A marjani fenyők átlagos életkora 90 év. A fák 150-200 évig élnek. Az aszálynak, viharnak és sónak ellenálló képességük miatt különösen alkalmasak karsztos talajra.
Marjan teljes flórája ma több mint 400 növényfajból áll, köztük endemikus, védett, veszélyeztetett és gyógynövényeket, valamint nem őshonos fajokat, köztük néhány invazív fajt azonosítottak. A teljes flórából az endemikus és veszélyeztetett növények aránya körülbelül 3,5%, védettségük pedig körülbelül 10%.

## Galéria
- Split városa a Marjannal
- Split városa a Marjannal
- Split városa a Marjannal
- Split városa a Marjannal
- Split a Marjanról
- Split látképe a Marjanról
- Kilátó a Marjan csúcsán
- A Marjan sziklái
- A Marjan sziklái